# Naliściak srebrniak
Naliściak srebrniak, naliściak zielony (Phyllobius (Dieletus) argentatus) – gatunek chrząszcza z rodziny ryjkowcowatych i podrodziny Entiminae. Zamieszkuje palearktyczną Eurazję.

## Taksonomia
Gatunek ten opisany został po raz pierwszy w 1758 roku przez Karola Linneusza w dziesiątym wydaniu Systema Naturae pod nazwą Curculio cupreus. Jako miejsce typowe wskazano Europę.

## Wygląd
Chrząszcz o ciele długości od 3,8 do 5,5 mm, włącznie z tarczką i odwłokiem pokrytym zielonymi łuskami, ponadto z wierzchu porośniętym jasnymi, odstającymi włoskami; krótsze i tylko trochę odstające włoski wyrastają z punktów w rzędach pokryw. Tak długi jak u wierzchołka szeroki i niewiele węższy od głowy ryjek ma podstawę z górną powierzchnią położoną w poziomie czoła, silne przewężenie pomiędzy nasadami czułków, a za przewężenie stromo załamuje się ku dołowi. Rowki na czułki mają formę nerkowatych, zamkniętych od przodu, niedochodzących do wierzchołka ryjka dołków. Pokrywy mają łuski okrągławe, a w tyle krótką i odgiętą listewkę. Odnóża mają zrośnięte pazurki. Ubarwienie odnóży zwykle cechuje się udami ciemniejszymi od goleni.

## Ekologia i występowanie

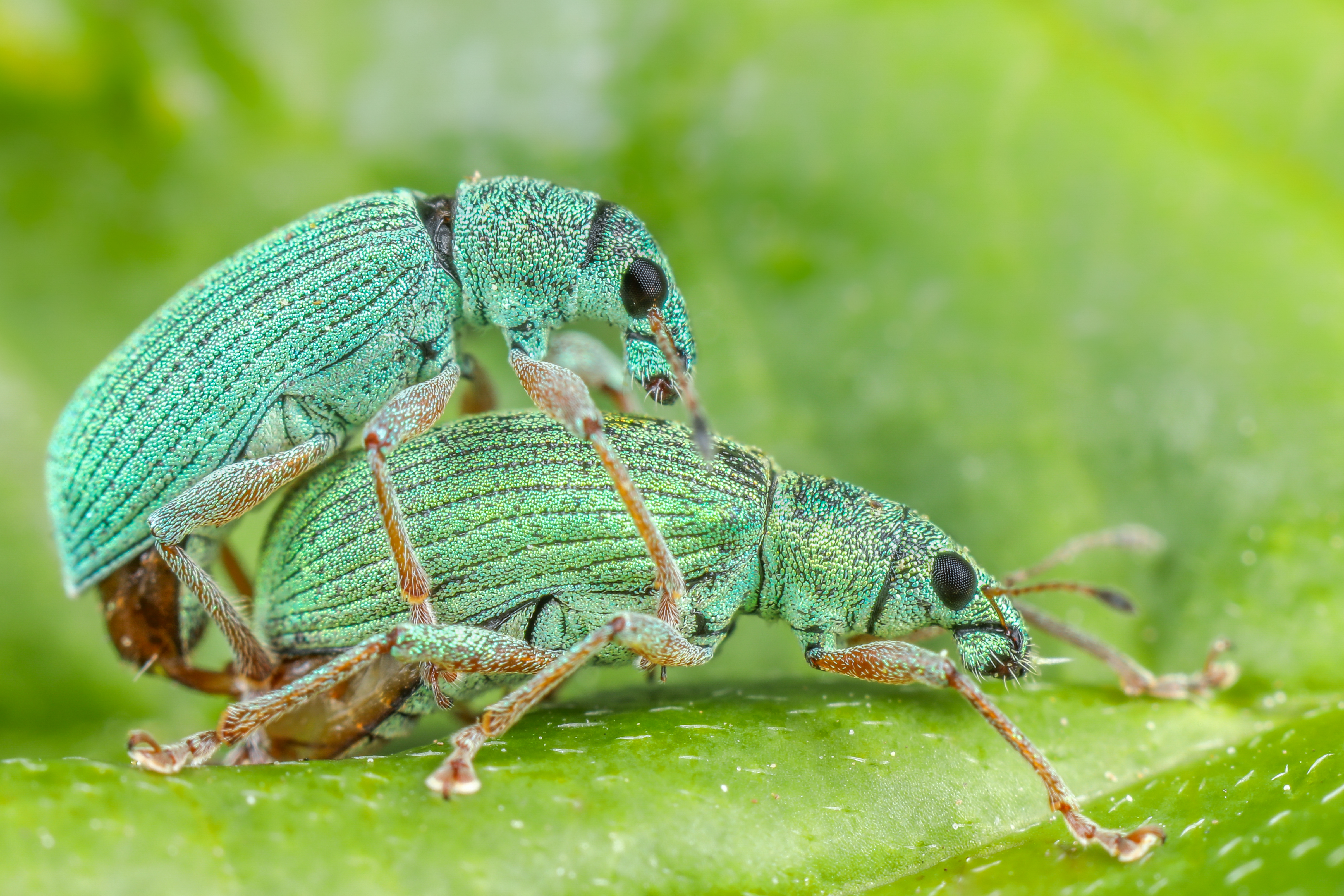
Kopulująca parka

Owad ten rozsiedlony jest od nizin po regiel górny i połoniny. Zamieszkuje doświetlone stanowiska w lasach liściastych i mieszanych, skraje lasów, doliny rzek i potoków, zadrzewienia, parki, sady, ogrody i aleje. Imagines spotyka się od kwietnia do lipca lub sierpnia. Prowadzą aktywność dzienną. Są polifagicznymi foliofagami. Żerują na liściach drzew i krzewów, w tym na brzozach, bukach, dębach, jabłoniach, klonach, wierzbach, topolach, dereniach, różach i śliwach. Samica składa jaja w liczących od 9 do 15 sztuk klastrach pomiędzy zlepione wydzieliną gruczołów dodatkowych liście. Larwy przechodzą rozwój w glebie, odżywiając się korzeniami. W ostatnim, piątym stadium larwa zimuje, natomiast jej przepoczwarczenie następuje w marcu.
Gatunek palearktyczny. W Europie stwierdzony został w niemal wszystkich krajach, z wyjątkiem kilku w jej części południowo-wschodniej. Dalej na wschód sięga przez Kaukaz i Syberię do Japonii. W Polsce występuje pospolicie na obszarze całego kraju.